# Gulfstream G650
Gulfstream G650 (tudi Gulfstream GVI) je dvomotorno reaktivno poslovno letalo ameriškega proizvajalca Gulfstream Aerospace..Gulfstream je začel s programom leta 2005 in ga predstavil javnosti leta 2008. Je Gulfstreamovo največje letalo in najhitrejše poslovno letalo na svetu, največja hitrost je Mach 0,925. G650 je tudi največje poslovno letalo, če ne štejemo predelav potniških letal.
Potovalna hitrost je Mach 0,85 do 0,90 z doletom 7000 navtičnih milj (13 000 km). Letalo je opremljeno s satelitskim telefonom in brezžičnim internetom. Poganjata ga dva turboventilatorska motorja Rolls-Royce BR725 nameščena na repu. .
Za boljši izkoristek prostora je trup ovalne oblike.Kabina je 2,59 m široka in 1,96 metrov visoka. Trup je iz kovinskih materialov, kompozitni materiali so uporabljeni na repu, wingletih, tlačni kupoli, ohišjih motorjev, in na tleh potniške kabine. Na vsaki strani je 8 ovalnih oken.
Letalo ima večji naklon (36 stopnij) kot druga Gulfstreamova letala, G550 ima 27 stopinj. G650 ima zakrilca na zadnjem delu krila, na sprednjem delu krila nima prekrilc. Na koncu kril ima winglete.
Letalo ima krmilni sistem fly-by-wire, brez mehanske povezave krmil s kontrolnimi površinami. Ima dvojni hidravlični sistem za večjo varnost. Krmilo je v obliki "podkve" isto kot G550, z namenom, da bi imel isti "type rating" . Isti Type rating dovoljuje letenje obeh tipov letal z istim dovoljenjem.

## Tehnične specifikacije
- Posadka: 2 pilots
- Kapaciteta: 11–18 potnikov
- Tovor: 6 500 lb (2 950 kg)
- Dolžina: 99 ft 9 in (30,41 m)
- Razpon kril: 99 ft 7 in (30,36 m)
- Višina: 25 ft 4 in (7,72 m)
- Površina kril: 1 283 ft² (119,2 m²)
- Vitkost krila: 7,7
- Maks. vzletna teža: 99 600 lb (45 200 kg)
- Motorji: 2 × Rolls-Royce Deutschland BR725 turbofana, 16 100 lbf (71,6 kN) vsak
- Največja pristajalna teža: 83 500 lb (37 876 kg)
- Naklon kril: 36 stopinj

- Maks. hitrots: Mach 0,925 (530 vozlov, 610 mph, 982 km/h)
- Potovalna hitrost: LRC (long range cruise - potovalna hitrost za vlik dolet): Mach 0,85 (488 vozlov, 562 mph, 904 km/h); Normalna hitrost: Mach 0,90 (516 vozlov, 595 mph, 956 km/h)
- Dolet: LRC: 7,000 navtičnih milj (8 050 mi, 12 960 km)Hitra potovalna hitrost: 6 000 navtičnih milj (6 906 mi, 11 112 km)
- Višina leta (servisna): 51 000 ft (15 500 m)
- Obremenitev kril: 77,7 lb/ft² (3,72 kPa)
- Tlak presurizirane kabine: 10,7 psi (73,8 kPa)